# Démographie de l'Australie
Les données démographiques de l'Australie couvrent les statistiques de base, les villes les plus peuplées, l'appartenance ethnique et l'affiliation religieuse.
La population australienne, de 27,4 millions d'habitants en décembre 2024, s'accroît à un taux de 1,7 % par an. L'Australie est le pays le plus peuplé d'Océanie et le 54e pays le plus peuplé dans le monde et sa population est en grande partie urbaine.

## Évolution de la population
La population australienne a augmenté d'une population estimée à environ 350 000 au temps de l'établissement des premières colonies, à la population actuelle de vingt et un millions. Cette croissance provient largement de l'émigration outre-mer (cf. Immigration en Australie). En raison de cette immigration, la composante européenne de la population décline en pourcentage, comme dans beaucoup d'autres pays occidentaux.
L'émigration joue aussi un rôle dans ces changements démographiques. Le terme de diaspora australienne, désigne les 850 000 citoyens australiens qui vivent en dehors de l'Australie aujourd'hui.
Le niveau actuel de l'immigration, cependant, reste beaucoup plus grand que le taux d'émigration.
Bien que l'Australie n'ait qu'une densité de deux personnes par km2, ce taux est trompeur : la plupart du continent est désertique ou semi-désertique et n'a que peu de valeur agricole[réf. nécessaire]. En conséquence de quoi, l'Australie est l'un des pays les plus urbanisés au monde : 91 % de la population vit dans des zones urbaines. Cependant, les Australiens n'habitent que sur 1 % du pays, laissant la plupart des terres inhabitées.

Un peu plus de 90 % de la population australienne vit dans les gouvernements locaux en rouge.
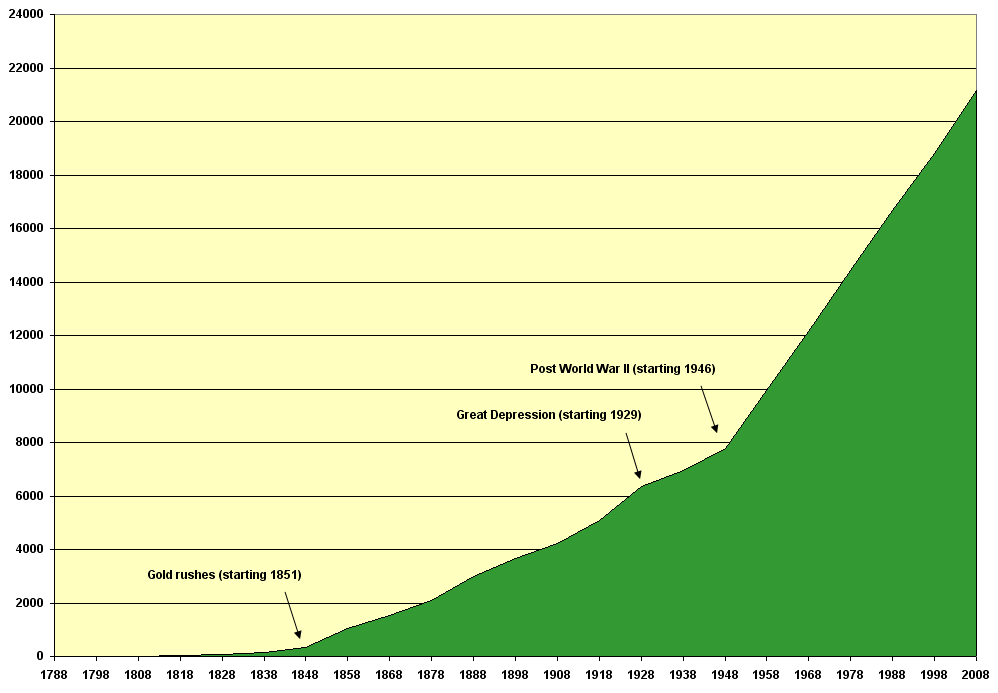
L'évolution de la croissance de la population australienne. Le taux de croissance de la population a changé de manière significative après les ruées vers l'or australiennes, la crise de 1929 et la Seconde Guerre mondiale.

## Structure de la population actuelle
La plupart des données qui suivent ont été tirées du Bureau australien des statistiques.

### Structure des âges
de 0 à 14 ans : 19,6 % (hommes : 2 031 313/femmes 1 936 802)
de 15 à 64 ans : 67,3 % (hommes : 6 881 863/femmes 6 764 709)
65 ans et plus : 13,1 % (hommes : 1 170 589/femmes 1 478 806) (est. 2006)

### Âge moyen
Total : 36,8 ans
hommes : 36 ans
femmes : 37,7 ans (estimation 2006)

### Croissance démographique
1,4 % (mars 2008 - ABS)

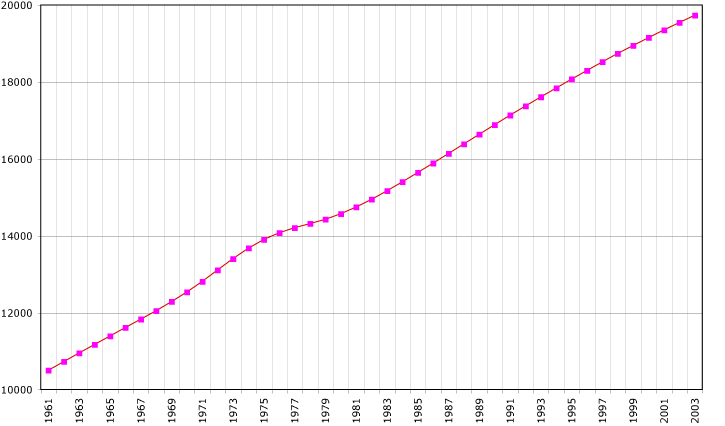
Évolution démographique

En mars 2008, la détermination de la vitesse de croissance de la population est calculée sur les données suivantes :
- une naissance toutes les 1 minute et 55 secondes,
- un décès toutes les 3 minutes et 58 secondes,
- un gain net de un migrant toutes les 2 minutes et 51 secondes aboutissant à :
- une personne supplémentaire en Australie toutes les 1 minute et 37 secondes. (ABS Population clock)

En 2005 on estimait à :
- taux de natalité : 12,26 naissances/1 000 habitants
- taux de mortalité : 6,3 décès/1 000 habitants
- taux net de migration : 3,91 immigrants/1 000 habitants.

Au temps de la Fédération australienne en 1901, le taux de l'accroissement naturel était de 14,9 personnes par 1 000 personnes. Le taux a augmenté à un sommet de 17.4 par mille dans les années 1912, 1913 et 1914. Durant la Grande Dépression, il a baissé à un minimum de 7,1 pour 1 000 personnes en 1934 et 1935. Tout de suite après la Seconde Guerre mondiale, au milieu de la fin des années 1940, il a augmenté brusquement à la suite du commencement du baby-boom et à l'immigration de beaucoup de jeunes qui avaient alors des enfants en Australie, avec un plateau des taux de plus de 13,0 personnes pour 1 000 personnes pendant chaque année de 1946 à 1962.
Il y a eu une chute dans le taux d'augmentation naturelle depuis 1962 en raison de la chute de fécondité. En 1971 le taux d'augmentation naturelle était de 12,7 personnes par 1 000 habitants; une décennie plus tard il était tombé à 8,5. En 1996 il est tombé en dessous de sept pour la première fois, la tendance à la baisse continuant à la fin des années 1990. Les projections de population par le Bureau australien des statistiques indiquent que, si la fertilité reste aussi basse, combinée avec l'augmentation de la mortalité d'une population vieillissante, on aboutira à l'arrêt de l'augmentation naturelle de la population environ au milieu des années 2030. Cependant en 2006, le taux de fécondité est monté à 1,81, un des taux les plus hauts dans l'OCDE, probablement à la suite d'une campagne pro-fertilité organisée par le gouvernement fédéral et les États avec le Bonus pour Bébé du gouvernement fédéral.
Depuis 1901, le taux de mortalité brut est tombé d'environ 12,2 morts pour 1 000 personnes à 6,7 en 2000.

### Natalité
| Année | Naissances | Indice de fécondité (enfants par femme) | Taux de natalité (pour 1 000 habitants) |
| ----- | ---------- | --------------------------------------- | --------------------------------------- |
| 2012  | 309 582    | 1,93                                    | 13,6                                    |
| 2013  | 308 065    | 1,88                                    | 13,3                                    |
| 2014  | 299 697    | 1,80                                    | 12,8                                    |
| 2015  | 305 377    | 1,80                                    | 12,8                                    |
| 2016  | 311 104    | 1,79                                    | 12,9                                    |
| 2017  | 309 142    | 1,74                                    | 12,6                                    |
| 2018  | 315 147    | 1,75                                    | 12,6                                    |
| 2019  | 305 832    | 1,67                                    | 12,1                                    |
| 2020  | 294 369    | 1,59                                    | 11,5                                    |
| 2021  | 309 996    | 1,70                                    | 12,1                                    |
| 2022  | 300 684    | 1,63                                    | 11,6                                    |

### Proportion des sexes
À la naissance : 1,05 homme(s)/femme
Moins de 15 ans : 1,05 homme(s)/femme
15-64 ans : 1,02 homme(s)/femme
65 ans et plus : 0,79 homme(s)/femme
Total de la population : 0,99 homme(s)/femme (est. 2006)

### Espérance de vie à la naissance
Homme : 78,5 ans
Femme : 83,5 ans (2003-2005, ABS)

### VIH/sida
Taux de fréquence adulte : 0,45 % (est. 2003)
Personnes vivant avec le sida/VIH : 14 000 (est. 2003)
Morts : moins de 1 500 (est. 2003)

### Alphabétisation
Définition : est âgé de plus de 15 ans et sait lire et écrire
Population totale : 99 %
Hommes : 99 %
femmes : 99 % (estimation 2003)

## Groupes ethniques
| Groupe      | % de population |
| ----------- | --------------- |
| Anglais     | 36,1            |
| Australiens | 33,5            |
| Irlandais   | 11,0            |
| Écossais    | 9,3             |
| Chinois     | 5,6             |
| Italiens    | 4,6             |
| Allemands   | 4,5             |
| Indiens     | 2,8             |
| Grecs       | 1,8             |
| Néerlandais | 1,6             |

Environ 85 % de la population australienne (soit 21 millions d'habitants) est d'ascendance européenne, principalement de colons de l'ère coloniale et d'immigrants post-fédération. Pendant des générations, l'immigration est venue presque exclusivement du Royaume-Uni, et surtout d'Angleterre, ce qui fait que les habitants de l'Australie sont toujours principalement d'origine ethnique anglaise. Une ethnie australienne distincte a émergé pendant la période coloniale. Connus sous le nom d'Australiens blancs indigènes, ils étaient les descendants des colons britanniques et européens et constituaient un "type" distinctement australien,,,.
Les minorités ethniques non européennes significatives sont les Asiatiques (principalement des Chinois, des Philippins, des Vietnamiens et des Indiens) qui représentent environ 9 % de la population et les Australiens indigènes, qui composent presque 3 % de la population actuelle.
Depuis la fin de la Seconde Guerre mondiale, la population australienne a plus que doublé, stimulée par l'immigration européenne à grande échelle pendant les décennies immédiates de l'après-guerre. L'immigration non-européenne, surtout d'Asie et du Moyen-Orient, a augmenté significativement depuis les années 1970, à la suite de l'abolition de la politique de l'Australie blanche.
Lors du recensement de la population, les personnages enquêtées peuvent déclarer deux groupes ethniques pour définir leur ascendances.

### Populations indigènes
Lors du recensement de 2016, 649 171 personnes,soit 2,8 % de la population, déclarent être indigènes. Parmi eux, 91 % s'identifient comme Aborigènes, 5,0 comme indigènes du détroit de Torrès et 4,1 % comme les deux à la fois.
La toute première période largement acceptée pour les premières arrivées de peuples ancêtres des indigènes australiens actuels au continent de l'Australie place cette migration humaine préhistorique il y a au moins 40 000 à 45 000 ans; d'autres preuves moins largement soutenues suggèrent un premier peuplement du continent vers 50 000-60 000 ans ou encore plus tôt. Ces premiers habitants de l'Australie étaient à l'origine des peuples de chasseurs-cueilleurs, qui essaimèrent progressivement partout sur le continent et les îles voisines. Bien que leur technologie ait peu évolué - utilisation du bois, de l'os, des outils en pierre et des armes - leur vie spirituelle et sociale était fort complexe. Le plus a parlé plusieurs langues et des confédérations parfois liées ont largement dispersé des groupes tribaux. La densité de population autochtone s'est étendue jusqu'à un habitant par mille carré (0,4 par km² le long des côtes à une personne par 35 milles carrés (1 par 100 km2) dans l'intérieur aride. L'obtention alimentaire était d'habitude une question pour la famille nucléaire et était très exigeante, du fait qu'il y avait peu de gros gibier et qu'à part pour quelques communautés dans le sud-est plus fertile, ils n'avaient aucune agriculture.

### Néo-Zélandais
Les Néo-Zélandais ont droit à des visas spéciaux qui les autorisent à rester pour vivre et travailler en Australie indéfiniment. Cependant, ils sont exclus des aides nationales auxquelles peuvent prétendre les citoyens australiens ou résidents permanents. De nouvelles règles datant de 2001 ont divisé les Néo-Zélandais vivant en Australie en deux catégories : ceux résidant dans le pays avant 2001 et ceux arrivés après. Les premiers pourront toucher des allocations chômage après deux ans de résidence, comme tout autre immigrant avec un visa permanent. Les derniers ne pourront prétendre à aucune allocation chômage du tout, comme cela est le cas pour les immigrants en Australie avec seulement un permis de travail.

## Religions et croyances
Pour un article plus général, voir Religion en Australie.
D'après le recensement de 2016 :
- Chrétiens : 52,1 %
- Sans religion : 30,1 %
- Musulmans : 2,6 %
- Bouddhistes : 2,4 %
- Hindous : 1,9 %
- Sikhs : 0,5 %
- Juifs : 0,4 %
- Autres : 0,4 %
- Pas de réponse : 9,6 %.

La catégorie « sans religion » inclut l'humanisme, l'athéisme, l'agnosticisme ou le rationalisme. Une cinquième sous-catégorie est « Pas de religion - nfd » (nfd : no further definition, « sans plus de précision »). Le Bureau australien des statistiques n'établit pas de statistiques sur le nombre de personnes qui relèvent de chaque sous-catégorie de « sans religion ».
La déclaration du dictionnaire du recensement de 2001 du bureau sur les affiliations religieuses donne les raisons de collecter de telles informations : « Les données sur les affiliations religieuses sont utilisées à des fins de planification de bâtiments éducatifs, de soin des personnes âgées et d'autres services sociaux pourvus par des organisations religieuses, pour l'emplacement des églises, l'assignation des prêtres aux hôpitaux, prisons, services militaires et universités, l'allocation des temps de parole dans les radios et autres médias, et des études sociologiques. »
Le niveau de pratique religieuse est beaucoup plus bas que la proportion de chrétiens indiquée dans les statistiques de l'ABS, la participation aux offices religieux étant de 1,5 million, environ 7,5 % de la population.

## Langues
Langue nationale de facto : anglais.
Autres langues : Italien, Grec, Allemand, Vietnamien, Tagalog, Chinois, les langues de l'Inde, l'arabe, l'indonésien, le macédonien.
Langues autochtones : Langues aborigènes d'Australie, langue des signes australienne
Voir aussi http ://www.ethnologue.com/show_country.asp?name=Australia dans ethnologue.com.
| Langue                         | Locuteurs  |
| ------------------------------ | ---------- |
| Anglais uniquement             | 15 581 333 |
| Italien                        | 316 895    |
| Grec                           | 252 226    |
| Cantonais                      | 244 553    |
| Arabe                          | 243 662    |
| Mandarin                       | 220 600    |
| Vietnamien                     | 194 863    |
| Espagnol                       | 98 001     |
| Philippin + Tagalog            | 92 331     |
| Allemand                       | 75 634     |
| Hindi                          | 70 011     |
| Macédonien                     | 67 835     |
| Serbo-Croate                   | 63 612     |
| Langues aborigènes d'Australie | 55 705     |
| Coréen                         | 54 623     |
| Turc                           | 53 857     |
| Polonais                       | 53 389     |
| Serbe                          | 52 534     |
| Français                       | 43 216     |
| Indonésien                     | 42 036     |
| Maltais                        | 36 514     |
| Russe                          | 36 502     |
| Hollandais                     | 36 183     |
| Japonais                       | 35 111     |
| Tamil                          | 32 700     |
| Cingalais                      | 29 055     |
| Samoéen                        | 28 525     |
| Portugais                      | 25 779     |
| Khmer                          | 24 715     |
| Assyrien                       | 23 526     |
| Punjabi                        | 23 164     |
| Perse                          | 22 841     |
| Hongrois                       | 21 565     |
| Bengali                        | 20 223     |
| Urdu                           | 19 288     |
| Afrikaans                      | 16 806     |
| Bosniaque                      | 15 743     |

L'Australie peut avoir été aperçue par des marins portugais en 1601 et à plusieurs reprises par des navigateurs hollandais posés sur la côte d'interdiction de l'Australie-Occidentale moderne pendant le XVIIe siècle. Le Capitaine James Cook l'a revendiqué pour la Grande-Bretagne en 1770. À ce moment-là, la population natale était autour un demi-million, divisée en au moins 500 tribus parlant beaucoup de langues différentes. La population autochtone compte actuellement[Quand ?] presque 500 000, représentant environ 2,5 % de la population. Depuis la fin de Seconde Guerre mondiale, les efforts ont été faits tant par le gouvernement que par le public pour être plus sensible aux droits des autochtones et à leurs besoins.
Aujourd'hui[Quand ?], beaucoup d'Aborigènes tribaux mènent une vie traditionnelle dans des secteurs ruraux de l'Australie du nord, centrale et occidentale. Au sud, où la plupart des Aborigènes sont métissés, ils vivent essentiellement dans les villes.

## Mosaïque 2008
En utilisant les données les plus récentes du recensement australien de 2006 et plus de 11 autres sources, Mosaic 2000 (un outil géo-démographique) a révélé les statistiques suivantes en ce qui concerne les tendances sociales émergentes :
- Les habitats de célibataires (aussi appelés SPUD, Single-person urban dwellings) sont maintenant les plus nombreux : 25 % des habitations servent à des personnes habitant seules.
- Il y a plus de femmes célibataires que mariées : 51,4 % sont célibataires.
- De plus en plus de personnes partent vers l'ouest pour profiter des opportunités d'emplois bien payés dans les villes minières à forte population - ces personnes sont appelées des Salary Miners (mineurs salariés)
- Plus de 40 % des Australiens ont maintenant un parent né outre-mer, l'Afrique étant la source de la plus grande croissance de l'immigration. Ce sont surtout des immigrants blancs d'Afrique du Sud et de l'ancienne Rhodésie.
- Le plus grand groupe démographique - les personnes du baby-boom - prennent leur retraite en masse, avec de gros salaires. Point important : la proportion des personnes âgées de 65 ans et plus doublera dans 30 ans, passant de 12,5 % à 25 %.

## Immigration

### Migration nette par pays de naissance des immigrants
|                                         | 2021-2022 |
| --------------------------------------- | --------- |
| Total Solde migratoire net en Australie | 170.920   |
| Inde                                    | 38.130    |
| Népal                                   | 20.170    |
| Chine                                   | 15.150    |
| Philippines                             | 11.570    |
| Afghanistan                             | 8.050     |
| Hong Kong                               | 8.040     |
| Vietnam                                 | 6.550     |
| Pakistan                                | 6.430     |
| Thaïlande                               | 6.080     |
| Sri Lanka                               | 5.380     |
| Nouvelle-Zélande                        | 4.910     |
| Afrique du Sud                          | 4.520     |
| Indonésie                               | 4.090     |
| Irak                                    | 3.330     |
| Iran                                    | 3.190     |
| Samoa                                   | 2.830     |
| Bangladesh                              | 2.680     |
| Ukraine                                 | 2.420     |
| Singapour                               | 2.320     |
| Malaisie                                | 2.300     |
| Fidji                                   | 2.100     |
| Taïwan                                  | 2.050     |
| Vanuatu                                 | 2.030     |
| Brésil                                  | 2.000     |
| Kenya                                   | 1.700     |
| Nigeria                                 | 1.610     |
| Bhoutan                                 | 1.580     |
| Îles Salomon                            | 1.430     |
| Liban                                   | 1.400     |
| Birmanie                                | 1.320     |
| Cambodge                                | 1.300     |
| Japon                                   | 1.170     |
| Tonga                                   | 1.120     |
| Syrie                                   | 1.100     |
| Zimbabwe                                | 1.050     |

Les immigrants provenant d'un pays de moins de mille individus ne sont pas repris dans ce tableau , source : https://www.abs.gov.au/statistics/people/population/overseas-migration/2021-22-financial-year#data-downloads
Australia bureau of statistics , net overseas migration by country of birth.

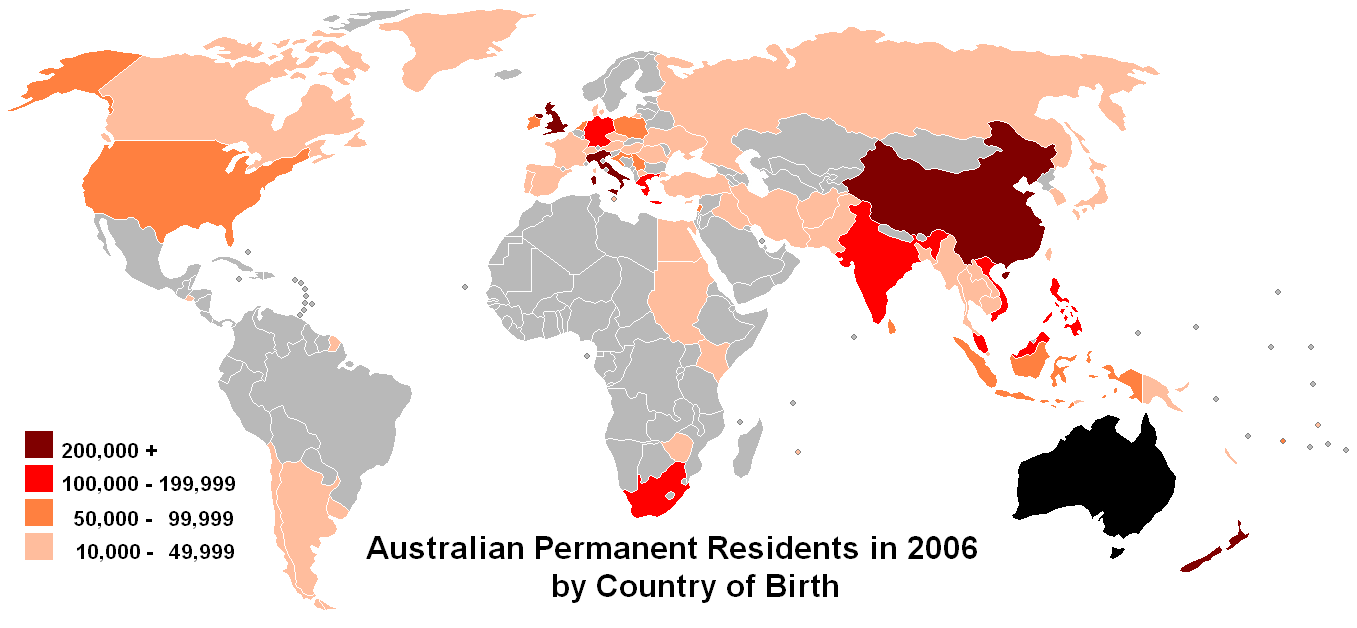
Résidents australiens par pays de naissance, 2006.
Source : Bureau australien des statistiques

En 2011, d'après un recensement, 5 290 436 personnes sont nées en dehors de l'Australie, soit 24,6 % de la population totale.
| Rang | Pays de naissance                                       | Population |
| ---- | ------------------------------------------------------- | ---------- |
| 1    | Angleterre                                              | 911 592    |
| 2    | Nouvelle-Zélande                                        | 483 396    |
| 3    | République populaire de Chine (hors Hong Kong et Macao) | 318 969    |
| 4    | Inde                                                    | 295 363    |
| 5    | Italie                                                  | 185 401    |
| 6    | Vietnam                                                 | 185 039    |
| 7    | Philippines                                             | 171 233    |
| 8    | Afrique du Sud                                          | 145 683    |
| 9    | Écosse                                                  | 133 432    |
| 10   | Malaisie                                                | 116 196    |
| 11   | Allemagne                                               | 108 003    |
| 12   | Grèce                                                   | 99 938     |
| 13   | Sri Lanka                                               | 86 413     |
| 14   | États-Unis                                              | 77 010     |
| 15   | Liban                                                   | 76 451     |
| 16   | Pays-Bas                                                | 76 047     |
| 17   | Hong Kong                                               | 74 955     |
| 18   | Corée du Sud                                            | 74 538     |
| 19   | Irlande                                                 | 67 318     |
| 20   | Indonésie                                               | 63 159     |
| 21   | Fidji                                                   | 56 979     |
| 22   | Croatie                                                 | 48 828     |
| 23   | Pologne                                                 | 48 678     |
| 24   | Singapour                                               | 48 646     |
| 25   | Irak                                                    | 48 171     |
| 26   | Thaïlande                                               | 45 466     |
| 27   | Malte                                                   | 41 274     |
| 28   | Macédoine                                               | 40 221     |
| 29   | Canada                                                  | 38 871     |
| 30   | Égypte                                                  | 36 533     |

| Pays de naissance                      | 2015       | 2016       | 2017       | 2018       | 2019       | 2020       | 2021       | 2022       | 2023       |
| -------------------------------------- | ---------- | ---------- | ---------- | ---------- | ---------- | ---------- | ---------- | ---------- | ---------- |
| Population totale de l'Australie       | 23.777.780 | 24.127.160 | 24.600.780 | 24.992.860 | 25.365.570 | 25.693.270 | 25.738.140 | 26.013.060 | 26.648.880 |
| Australie                              | 17.066.870 | 17.254.110 | 17.461.280 | 17.650.130 | 17.832.740 | 18.039.670 | 18.235.690 | 18.331.980 | 18.473.240 |
| Population totale née hors d'Australie | 6.710.910  | 6.873.050  | 7.139.500  | 7.342.730  | 7.533.010  | 7.653.600  | 7.502.450  | 7.681.080  | 8.175.640  |
| Angleterre                             | 998.380    | 991.060    | 997.830    | 991.530    | 986.460    | 980.760    | 967.390    | 961.370    | 961.570    |
| Inde                                   | 432.690    | 468.830    | 537.780    | 592.310    | 660.350    | 723.300    | 710.380    | 753.520    | 845.800    |
| Chine (sans Hong-Kong et Macao)        | 481.820    | 526.040    | 606.450    | 650.700    | 677.240    | 647.720    | 595.630    | 597.440    | 655.760    |
| Nouvelle-Zélande                       | 611.380    | 607.230    | 567.490    | 568.290    | 569.540    | 564.940    | 559.980    | 586.020    | 598.090    |
| Philippines                            | 236.400    | 246.430    | 265.800    | 277.510    | 293.770    | 310.160    | 310.620    | 320.300    | 361.860    |
| Vietnam                                | 230.170    | 236.750    | 250.490    | 256.310    | 262.910    | 270.520    | 268.170    | 281.810    | 298.960    |
| Afrique du Sud                         | 178.680    | 181.450    | 185.390    | 189.230    | 193.860    | 200.180    | 201.930    | 206.730    | 214.790    |
| Malaisie                               | 156.460    | 166.150    | 164.590    | 173.680    | 175.920    | 177.270    | 172.250    | 176.210    | 180.470    |
| Népal                                  | 43.540     | 50.440     | 73.740     | 94.470     | 117.870    | 132.140    | 129.870    | 151.140    | 179.050    |
| Italie                                 | 198.230    | 194.900    | 191.510    | 186.640    | 182.520    | 177.960    | 171.520    | 161.560    | 158.990    |
| Sri Lanka                              | 114.370    | 117.730    | 129.470    | 134.500    | 140.260    | 147.270    | 145.790    | 145.430    | 158.290    |
| Écosse                                 | 141.660    | 140.110    | 136.560    | 135.150    | 133.920    | 132.560    | 130.060    | 125.030    | 124.820    |
| Pakistan                               | 57.470     | 63.490     | 76.590     | 84.340     | 91.480     | 97.150     | 95.980     | 103.120    | 120.440    |
| Hong Kong                              | 94.460     | 96.920     | 99.400     | 100.620    | 101.290    | 104.570    | 104.990    | 112.520    | 119.680    |
| Corée du Sud                           | 102.570    | 106.670    | 114.560    | 116.160    | 116.030    | 111.530    | 106.560    | 108.810    | 115.360    |
| États-Unis                             | 102.370    | 104.310    | 108.270    | 108.610    | 108.570    | 109.990    | 109.450    | 112.580    | 114.260    |
| Thaïlande                              | 67.070     | 72.250     | 76.400     | 79.040     | 81.850     | 83.550     | 81.740     | 95.910     | 109.980    |
| Indonésie                              | 80.970     | 83.780     | 82.490     | 85.700     | 88.740     | 92.290     | 89.480     | 96.800     | 109.170    |
| Irak                                   | 68.180     | 71.240     | 84.280     | 87.750     | 93.300     | 99.660     | 99.360     | 104.170    | 106.830    |
| Allemagne                              | 125.880    | 124.320    | 115.880    | 114.580    | 112.420    | 111.120    | 107.940    | 104.710    | 104.460    |
| Liban                                  | 92.870     | 93.250     | 94.240     | 94.830     | 95.200     | 96.480     | 96.420     | 95.680     | 96.180     |
| Irlande                                | 88.700     | 86.450     | 87.030     | 87.330     | 87.410     | 87.680     | 85.860     | 85.650     | 94.380     |
| Grèce                                  | 118.460    | 116.640    | 111.250    | 108.830    | 106.660    | 103.790    | 100.650    | 96.220     | 92.950     |
| Fidji                                  | 71.040     | 71.800     | 75.070     | 75.930     | 77.160     | 79.660     | 80.070     | 79.290     | 86.830     |
| Iran                                   | 53.510     | 55.650     | 69.000     | 71.390     | 74.230     | 77.480     | 77.870     | 80.330     | 85.830     |
| Afghanistan                            | 43.200     | 45.610     | 56.520     | 59.730     | 62.560     | 65.710     | 67.030     | 71.950     | 78.370     |
| Singapour                              | 69.220     | 72.860     | 61.190     | 61.660     | 61.640     | 60.250     | 59.190     | 67.380     | 68.490     |
| Pays-Bas                               | 83.760     | 82.570     | 77.600     | 76.390     | 74.960     | 73.580     | 71.520     | 68.050     | 66.870     |
| Brésil                                 | 24.810     | 26.750     | 40.220     | 46.450     | 50.980     | 52.800     | 50.990     | 54.720     | 66.760     |
| Bangladesh                             | 40.860     | 43.320     | 49.120     | 52.100     | 54.340     | 57.160     | 56.450     | 57.560     | 63.870     |
| Colombie                               | 17.390     | 18.770     | 26.310     | 29.840     | 34.580     | 39.530     | 38.030     | 40.110     | 63.010     |
| Taïwan                                 | 55.110     | 58.080     | 56.080     | 58.720     | 59.250     | 54.390     | 50.860     | 54.350     | 62.660     |
| Canada                                 | 50.490     | 51.330     | 54.630     | 55.070     | 55.550     | 56.400     | 55.770     | 56.350     | 57.700     |
| Japon                                  | 55.370     | 60.050     | 50.260     | 50.510     | 49.990     | 46.970     | 45.260     | 49.460     | 55.970     |
| Macédoine du Nord                      | 50.160     | 49.880     | 49.340     | 49.070     | 48.440     | 47.520     | 46.740     | 50.420     | 50.000     |
| Croatie                                | 64.370     | 63.350     | 59.100     | 58.060     | 56.910     | 55.920     | 54.710     | 51.390     | 49.960     |
| Pologne                                | 55.460     | 55.010     | 53.190     | 52.590     | 51.510     | 50.970     | 49.700     | 48.600     | 48.180     |
| Égypte                                 | 44.570     | 44.890     | 45.730     | 46.230     | 46.610     | 47.250     | 46.770     | 47.170     | 47.820     |
| Zimbabwe                               | 38.380     | 39.120     | 42.630     | 43.440     | 44.140     | 45.320     | 45.420     | 45.040     | 47.600     |
| Birmanie                               | 31.040     | 32.540     | 35.480     | 36.900     | 38.750     | 40.640     | 40.460     | 42.820     | 44.770     |
| Turquie                                | 40.290     | 40.390     | 40.530     | 41.200     | 41.370     | 42.280     | 41.850     | 42.150     | 44.400     |
| Cambodge                               | 35.920     | 36.920     | 36.180     | 37.560     | 38.500     | 39.850     | 39.390     | 42.670     | 44.210     |
| France                                 | 39.120     | 40.270     | 38.500     | 39.230     | 39.840     | 41.900     | 39.510     | 37.720     | 42.280     |
| Chili                                  | 29.910     | 30.550     | 31.860     | 33.040     | 33.950     | 35.020     | 34.440     | 33.790     | 38.160     |
| Samoa                                  | 28.540     | 29.490     | 30.410     | 31.610     | 32.380     | 33.680     | 34.380     | 36.850     | 37.860     |
| Malte                                  | 45.030     | 44.130     | 42.110     | 41.240     | 40.470     | 39.460     | 38.500     | 37.170     | 36.090     |
| Papouasie-Nouvelle-Guinée              | 33.130     | 33.510     | 34.610     | 34.690     | 34.550     | 35.220     | 34.870     | 33.840     | 35.390     |
| Syrie                                  | 13.660     | 15.600     | 24.410     | 27.490     | 29.390     | 30.340     | 30.400     | 32.680     | 34.590     |
| Pays de Galles                         | 34.030     | 33.740     | 32.090     | 31.760     | 31.150     | 30.900     | 30.290     | 30.910     | 31.060     |
| Kenya                                  | 18.490     | 19.390     | 22.800     | 24.080     | 25.170     | 26.170     | 26.020     | 26.520     | 30.930     |
| Russie                                 | 24.470     | 24.880     | 27.160     | 27.680     | 27.700     | 28.690     | 28.310     | 29.060     | 30.800     |
| Bosnie-Herzégovine                     | 38.490     | 38.160     | 35.730     | 35.430     | 34.730     | 34.550     | 34.020     | 31.330     | 30.770     |
| Serbie                                 | 34.070     | 33.690     | 33.100     | 32.730     | 32.130     | 31.900     | 31.320     | 30.450     | 29.910     |
| Maurice                                | 27.340     | 27.590     | 29.660     | 29.840     | 29.800     | 30.110     | 29.700     | 28.990     | 29.480     |
| Bhoutan                                | 5.580      | 6.040      | 7.370      | 8.930      | 10.860     | 12.830     | 12.680     | 14.450     | 27.810     |
| Argentine                              | 15.420     | 15.970     | 16.620     | 17.500     | 18.790     | 21.430     | 20.940     | 20.780     | 27.010     |
| Irlande du Nord                        | 30.210     | 30.240     | 26.530     | 26.360     | 25.890     | 25.700     | 25.000     | 24.240     | 25.090     |
| Ukraine                                | 16.360     | 16.260     | 17.240     | 17.210     | 17.030     | 17.170     | 16.830     | 20.070     | 21.220     |
| Espagne                                | 18.350     | 19.140     | 18.520     | 19.100     | 19.130     | 19.820     | 18.960     | 18.400     | 20.370     |
| Tonga                                  | 12.230     | 12.440     | 12.290     | 12.650     | 12.950     | 15.390     | 16.880     | 18.320     | 19.180     |
| Soudan                                 | 23.380     | 23.610     | 19.490     | 19.750     | 19.770     | 19.900     | 19.800     | 18.270     | 18.640     |
| Nigeria                                | 7.900      | 8.980      | 11.470     | 12.580     | 13.490     | 14.400     | 14.390     | 15.930     | 18.370     |
| Portugal                               | 19.400     | 19.460     | 19.080     | 18.970     | 18.570     | 18.610     | 18.380     | 18.160     | 18.190     |
| Chypre                                 | 20.550     | 20.300     | 19.390     | 19.070     | 18.550     | 18.350     | 17.980     | 17.670     | 17.320     |
| Hongrie                                | 21.240     | 20.980     | 20.460     | 19.990     | 19.190     | 18.870     | 18.290     | 17.500     | 17.150     |
| Éthiopie                               | 12.440     | 13.080     | 14.810     | 15.380     | 15.890     | 16.550     | 16.660     | 16.100     | 16.630     |
| Émirats arabes unis                    | 7.740      | 8.480      | 10.340     | 11.550     | 12.790     | 13.520     | 13.990     | 15.110     | 16.500     |
| Roumanie                               | 17.260     | 17.230     | 16.970     | 16.910     | 16.580     | 16.720     | 16.450     | 16.250     | 16.180     |
| Pérou                                  | 10.520     | 10.570     | 11.790     | 12.110     | 12.460     | 13.080     | 13.000     | 13.040     | 15.110     |
| Arabie saoudite                        | 12.720     | 12.580     | 14.340     | 14.420     | 16.290     | 15.740     | 13.580     | 13.310     | 14.630     |
| Autriche                               | 18.690     | 18.360     | 17.100     | 16.740     | 16.190     | 15.920     | 15.500     | 14.710     | 14.300     |
| Suisse                                 | 15.240     | 15.280     | 14.260     | 14.420     | 14.050     | 14.010     | 13.810     | 13.640     | 13.700     |
| Timor oriental                         | 10.610     | 10.540     | 9.800      | 9.940      | 9.770      | 10.710     | 10.670     | 10.870     | 12.750     |
| Mongolie                               |            |            |            |            |            |            | 5.770      | 6.260      | 12.380     |
| Laos                                   | 11.600     | 11.660     | 11.060     | 11.160     | 11.130     | 11.350     | 11.130     | 11.750     | 12.270     |
| Israël                                 | 11.780     | 11.960     | 11.760     | 11.920     | 11.870     | 12.230     | 12.070     | 11.830     | 12.080     |
| Suède                                  | 12.310     | 12.520     | 11.610     | 11.660     | 11.540     | 11.550     | 11.250     | 11.400     | 11.780     |
| Salvador                               | 11.040     | 11.050     | 11.430     | 11.420     | 11.290     | 11.400     | 11.390     | 11.160     | 11.210     |
| République tchèque                     | 13.670     | 13.710     | 13.040     | 12.830     | 12.440     | 12.220     | 11.860     | 11.010     | 10.990     |
| Uruguay                                | 10.320     | 10.320     | 10.630     | 10.650     | 10.530     | 10.620     | 10.410     | 10.160     | 10.400     |

Ce tableau reprend uniquement les pays de naissance de plus de dix mille personnes , Source : https://www.abs.gov.au/statistics/people/population/australias-population-country-birth/latest-release#data-downloads , Estimated resident population, Country of birth - as at 30 June, 1996 to 2021

### Nationalité
Pour un article plus général, voir Droit de la nationalité australienne.
|                  | 2015    | 2020    |
| ---------------- | ------- | ------- |
| Total            | 135.596 | 204.817 |
| Inde             | 24.236  | 38.209  |
| Royaume-Uni      | 20.583  | 25.018  |
| Chine            | 7.549   | 14.764  |
| Philippines      | 8.996   | 12.838  |
| Pakistan         | 2.341   | 8.821   |
| Vietnam          | 3.835   | 6.804   |
| Sri Lanka        | 3.179   | 6.195   |
| Afrique du Sud   | 6.211   | 5.438   |
| Nouvelle-Zélande | 4.091   | 5.367   |
| Afghanistan      | 2.103   | 5.102   |
| Iran             | 2.198   | 4.634   |
| Irlande          | 3.092   | 4.301   |
| Irak             | 2.054   | 3.883   |
| Népal            | 2.401   | 3.676   |
| Malaisie         | 2.213   | 3.633   |
| Autres pays      | 40.514  | 56.134  |